# Damës
Damës (albanisch auch Damësi, Dams und Damsi) ist ein Dorf im Süden Albaniens. Es liegt im Hügelland im Süden der Gemeinde Mallakastra, Qark Fier.
Bis 2015 war Damës Sitz der Gemeinde Fratar, die mit den anderen Kommunen des Kreises Mallakastra zusammengelegt wurde. Zur Gemeinde Fratar zählten neben Damës noch die Dörfer Bejar, Gadurova, Kremenar, Ninësh und Malas. Insgesamt hat die Komuna 3221 Einwohner.

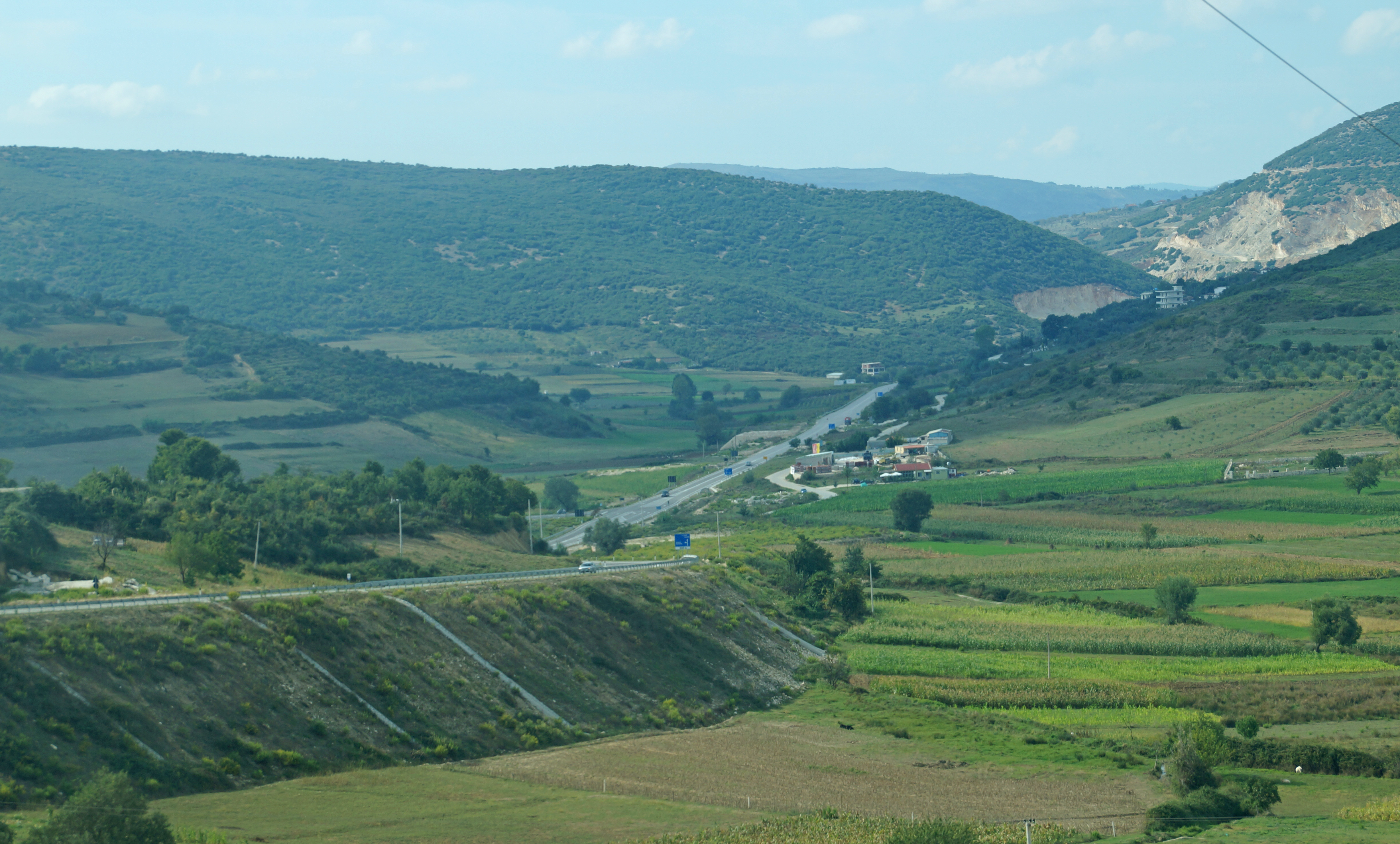
SH4 gleich südlich von Damës, das hinterm grünen Hügel am rechten Bildrand liegt

Seit August 2012 verbindet eine 38 Kilometer lange Schnellstraße die Gegend mit Levan und weiter mit Fier und Vlora. Diese löste die alte Trasse der SH4 von Fier über Patos und Ballsh ab und ermöglicht eine kürzere Fahrtzeit zwischen der Hauptstadt Tirana und dem Süden des Landes sowie der griechischen Grenze bei Kakavija. Die Weiterführung der neuen Schnellstraße von Damës nach Tepelena ist zurzeit in einigen Segmenten abgeschlossen und zum Teil in Bau.